# Ветерн
Ветерн (швед. Vättern) је по величини друго највеће језеро у Шведској и шесто у Европи. Лоцирано је у регијама Вестра Јеталанд и Естерјетланд.
Ветерн покрива површину од 1.893 km² и има волумен 77,6 km³. Просечна дубина је 41 m а на најдубљем месту је дубоко 128 m.
Име Ветерн долази од речи вода.